# Fosse no 12 des mines de Béthune
La fosse no 12 de la Compagnie des mines de Béthune est un ancien charbonnage du Bassin minier du Nord-Pas-de-Calais, situé à Annequin. Il s'agit du puits d'aérage de la fosse no 9, ses proportions sont relativement modestes. Une cité de cinq maisons soit dix logements est construite à proximité de la fosse, le long de la route nationale. Un terril no 224 est établi à l'est du puits, lui aussi de petite taille.
La Compagnie des mines de Béthune est nationalisée en 1946, et intègre le Groupe de Béthune. La fosse no 9 fermant le 1er septembre 1964, son puits d'aérage n'a plus aucune utilité, il est remblayé en 1965. Les installations sont détruites, plus tard, le terril est exploité.
Au début du XXIe siècle, Charbonnages de France matérialise la tête du puits no 12, le seul vestige d'exploitation minière est constitué par les cinq maisons de la cité.

## La fosse

### Fonçage
Le fonçage du puits no 12 débute au sud d'Annequin, à l'ouest de Noyelles-lès-Vermelles, le 6 février 1909. L'orifice du puits est situé à l'altitude de 36 mètres. Le terrain houiller est atteint à la profondeur de 153 mètres. Le fonçage s'arrête lorsque le puits a atteint la profondeur de 520 mètres.
La fosse est située le long de la route nationale reliant Lens à Béthune, à 1 750 mètres au sud-sud-ouest de la fosse no 9, à trois kilomètres à l'ouest de la fosse no 4, et à 2 820 mètres au nord-ouest de la fosse no 3. Par ailleurs, la fosse no 12 est relativement proche des limites de la concession avec celle de Nœux.

### Exploitation
La fosse no 12 dispose d'installations modestes, puisqu'il s'agit du puits d'aérage de la fosse no 9.
La Compagnie des mines de Béthune est nationalisée en 1946, et intègre le Groupe de Béthune. La fosse no 9 ferme le 1er septembre 1964, l'aérage cesse donc la même année à la fosse no 12. Le puits est remblayé en 1965, et toutes les installations sont détruites,.

### Reconversion
Au début du XXIe siècle, Charbonnages de France matérialise la tête de puits. Le BRGM y effectue des inspections chaque année. Le site est une friche envahie par la végétation.

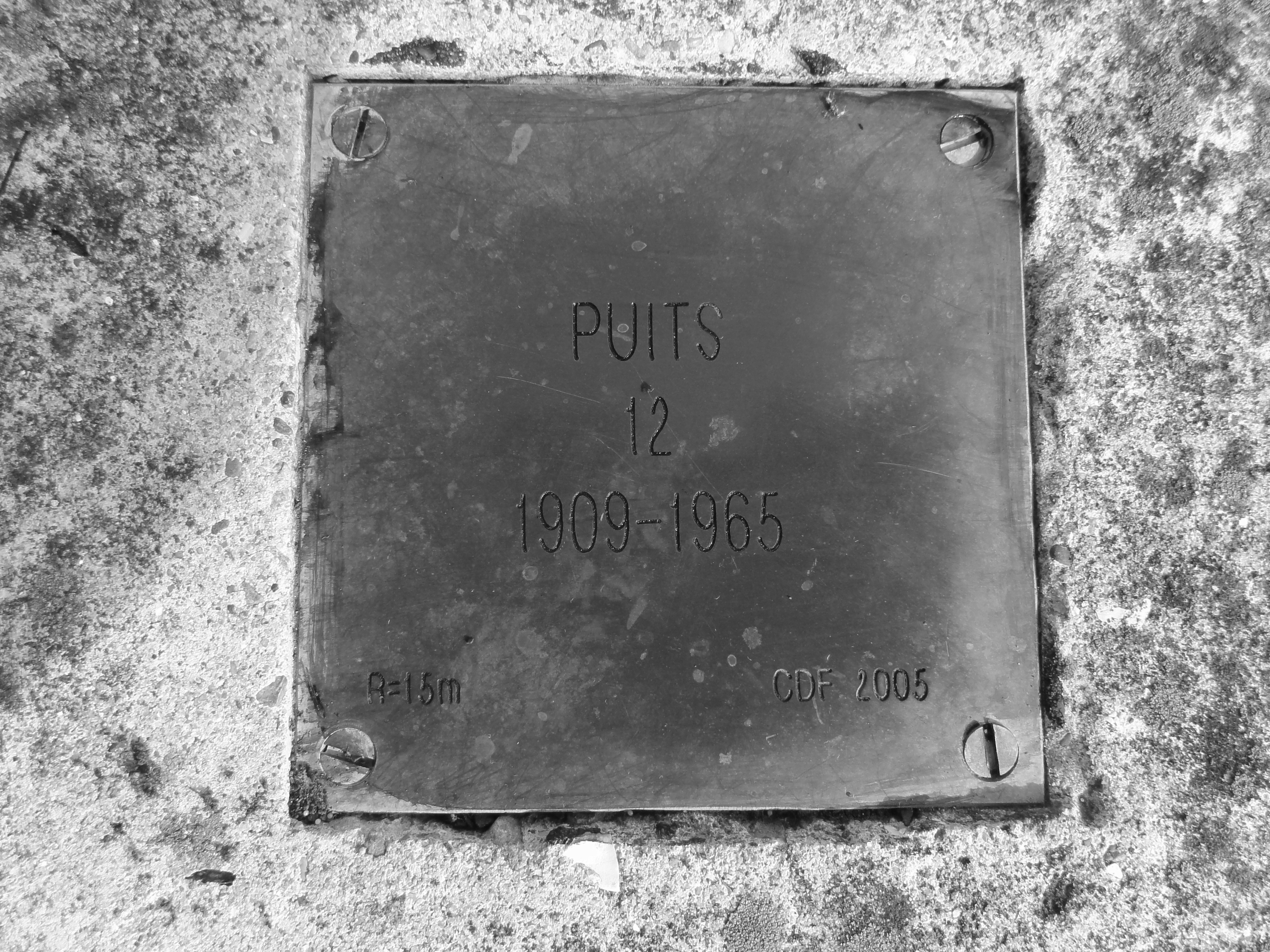
Puits no 12, 1909 - 1965.
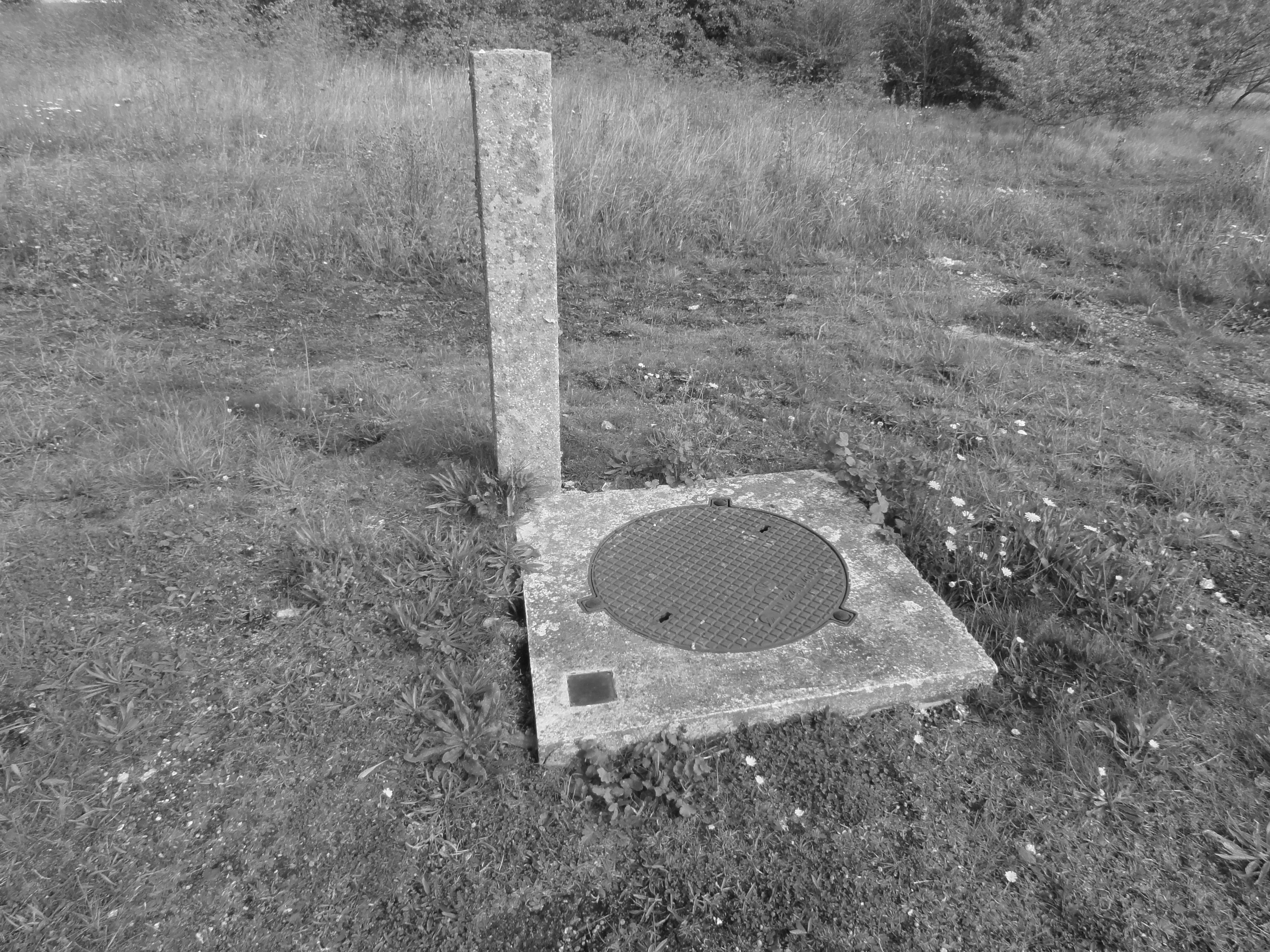
Le puits dans son environnement.
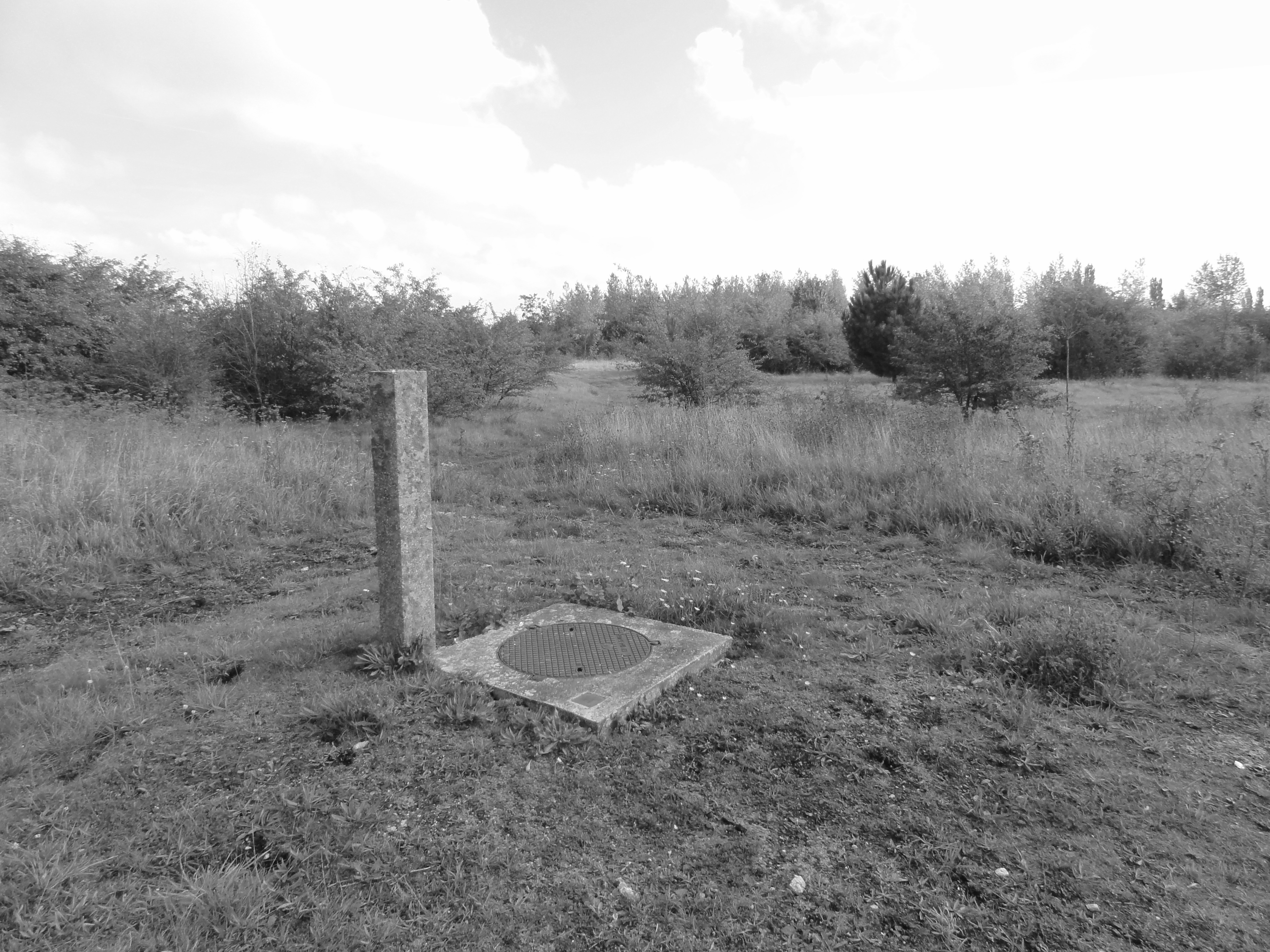
Le puits dans son environnement.
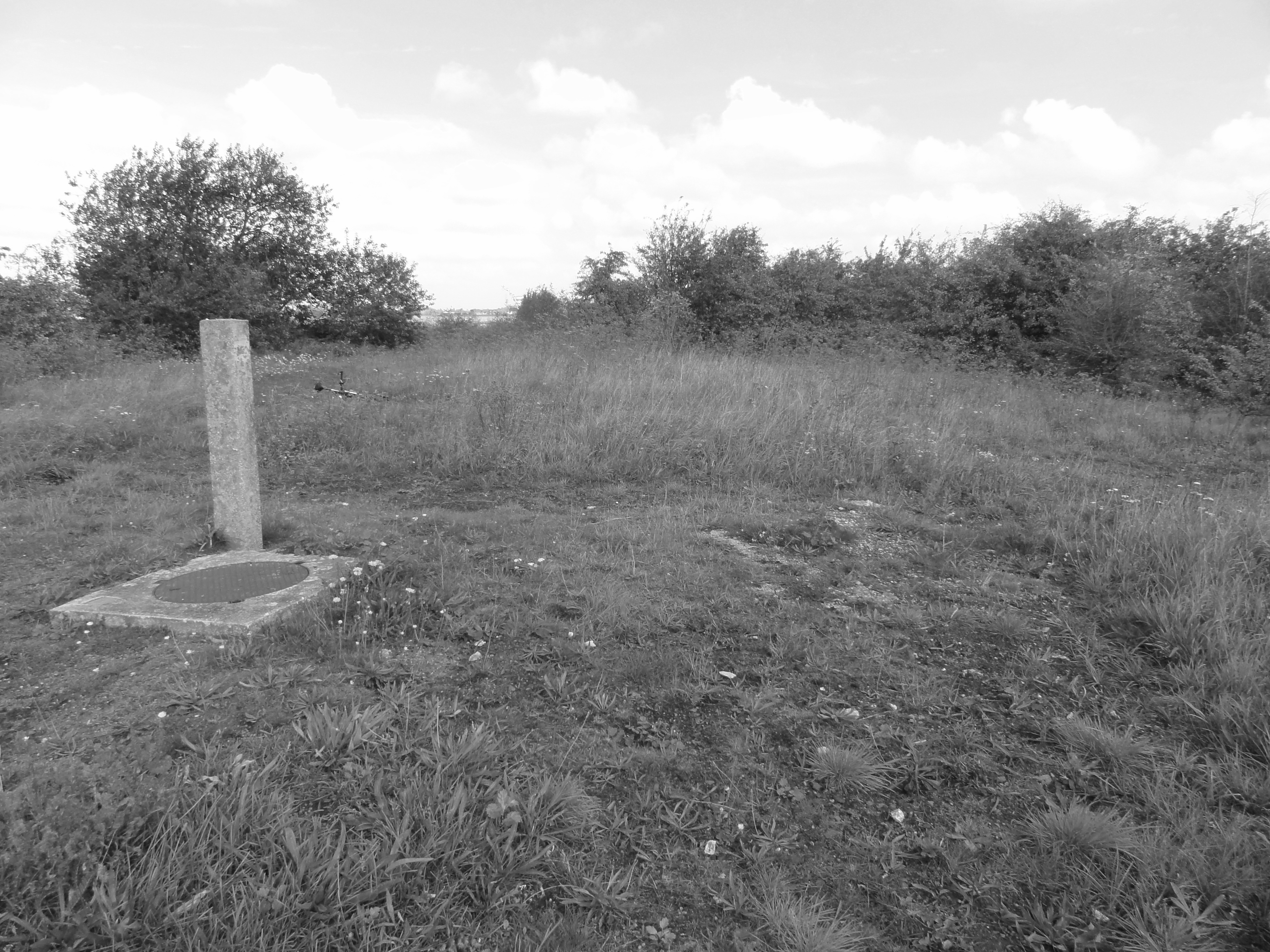
Le puits dans son environnement.
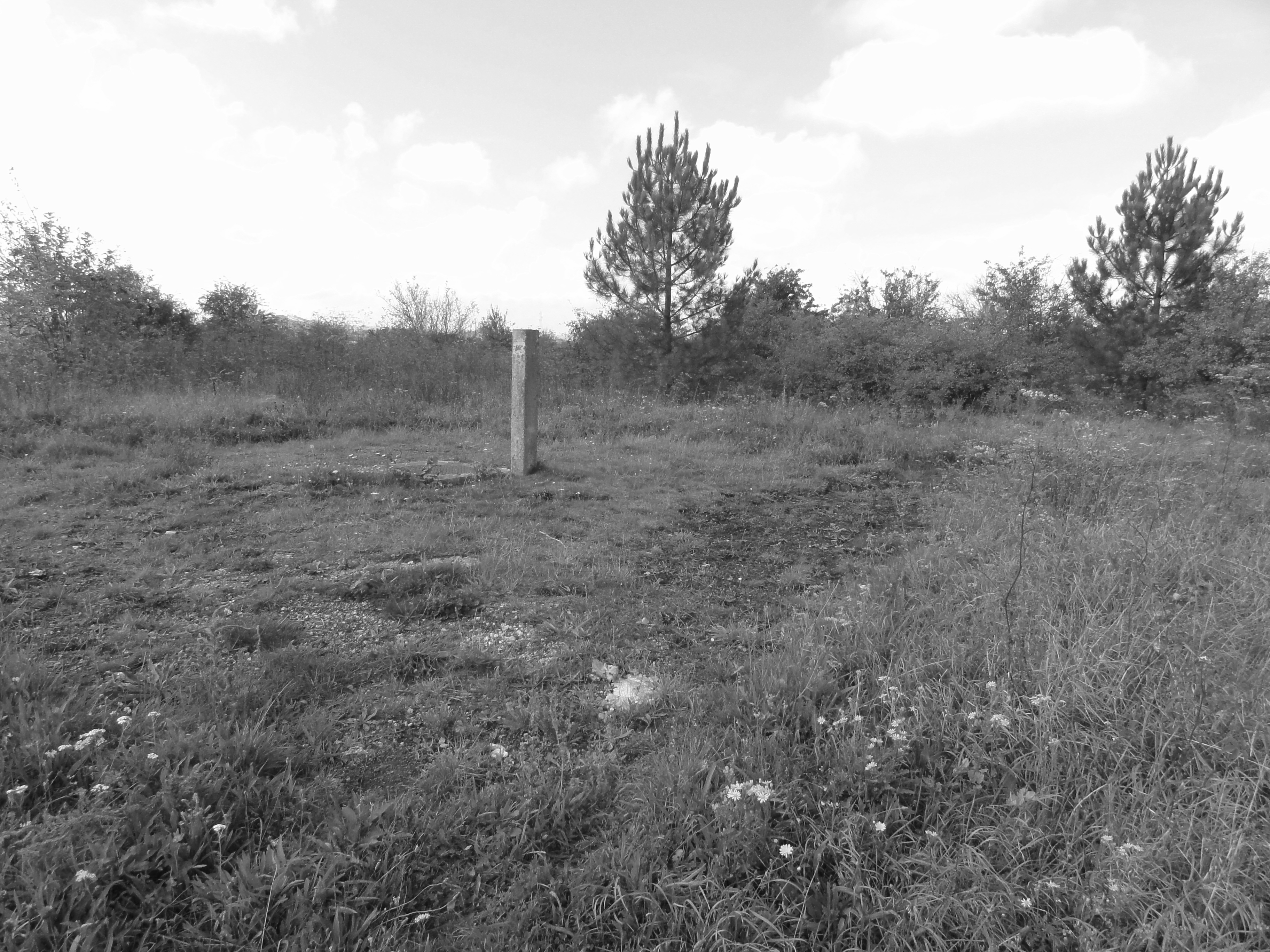
Le puits dans son environnement.
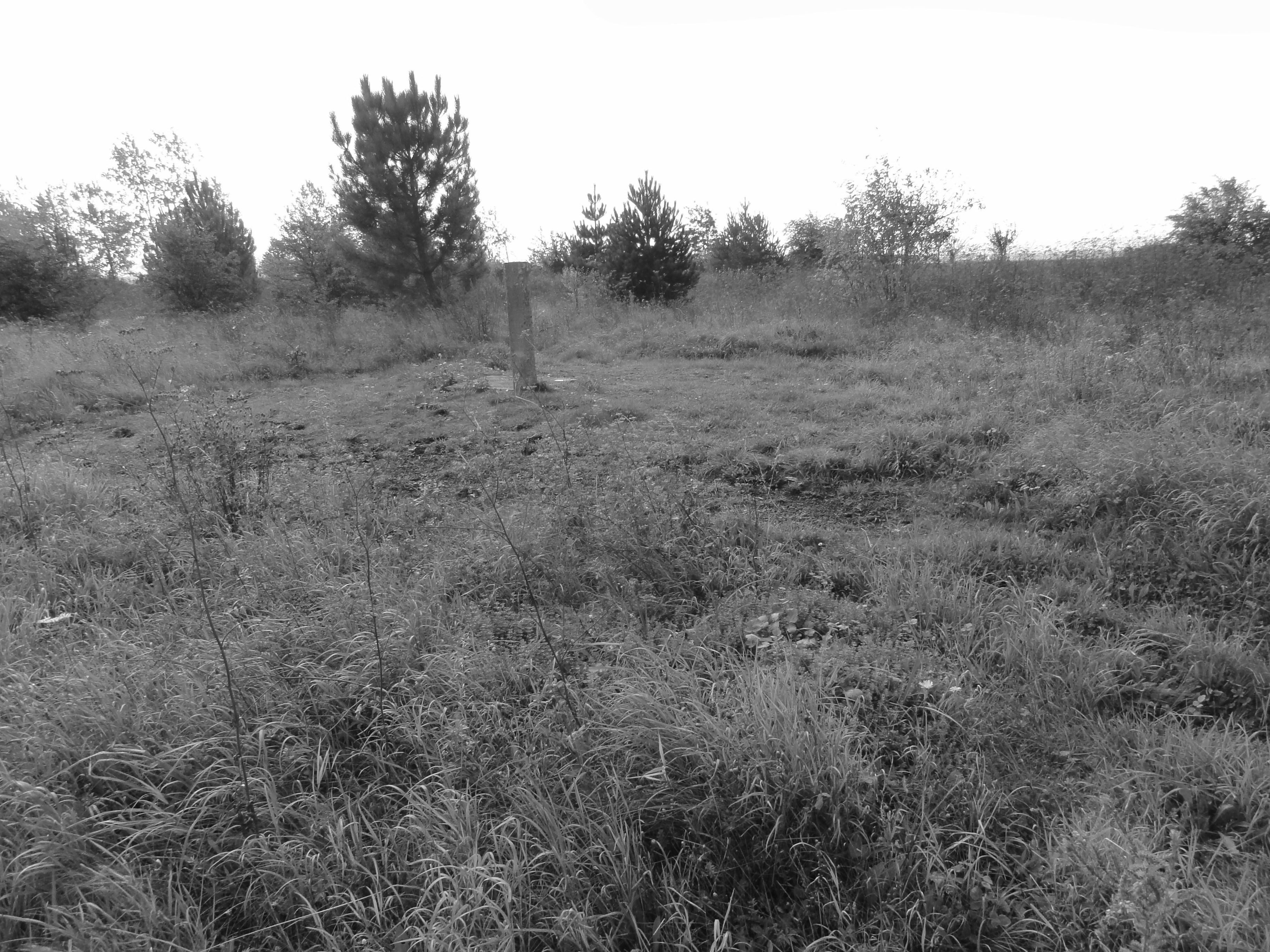
Le puits dans son environnement.

## Le terril

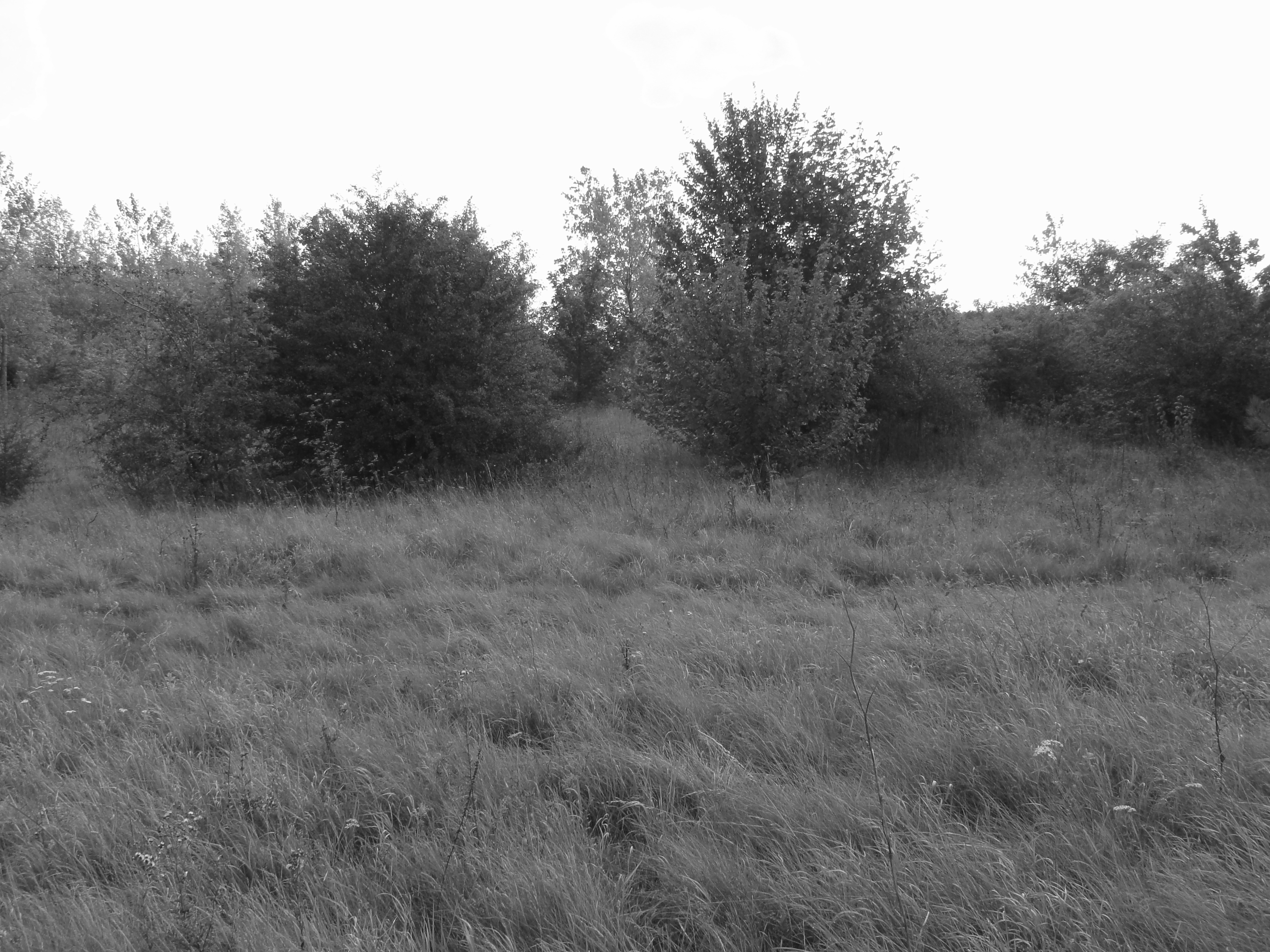
Le terril 12 de Béthune.

50° 29′ 18″ N, 2° 42′ 45″ E
Le terril no 224, dit 12 de Béthune, résulte de l'exploitation de la fosse. De faible taille et volumétrie, il a été exploité,. Une casse automobile est installée sur une partie du terril.

## La cité
Cinq maisons, soit dix logements, forment la cité de la fosse no 12. Elles sont situées le long de la route nationale.

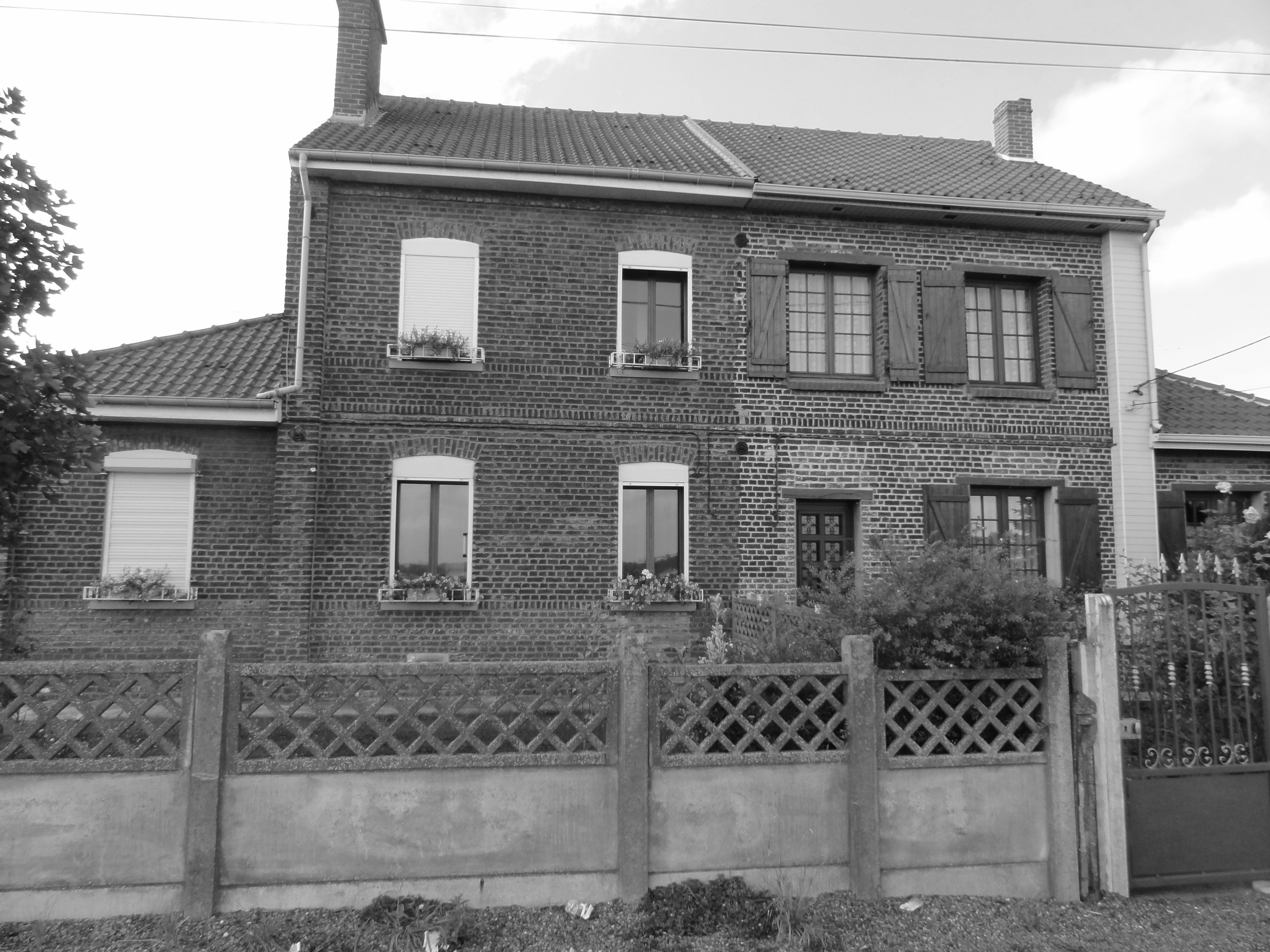
Des habitations d'ingénieurs.
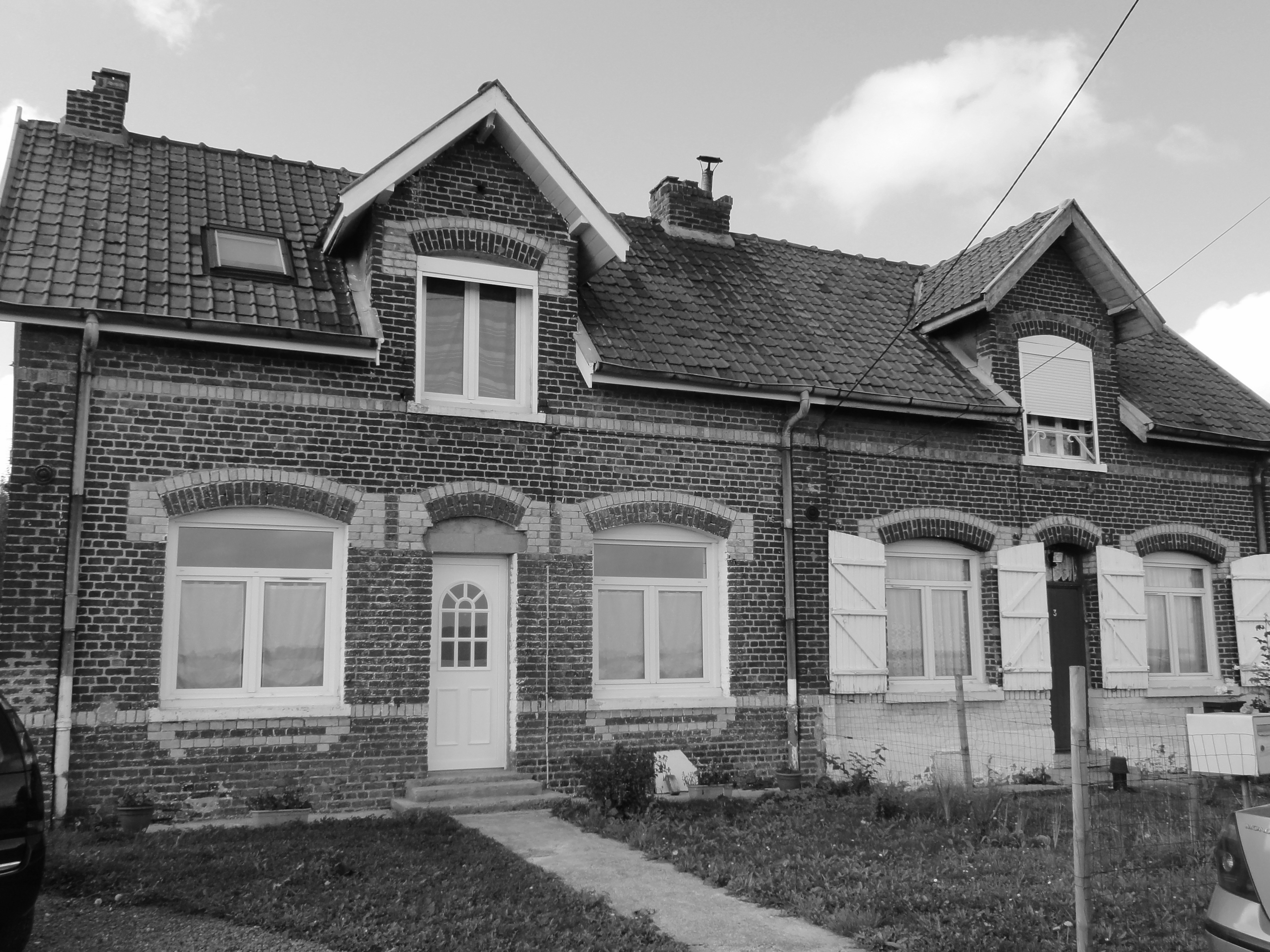
Des habitations groupées par deux.
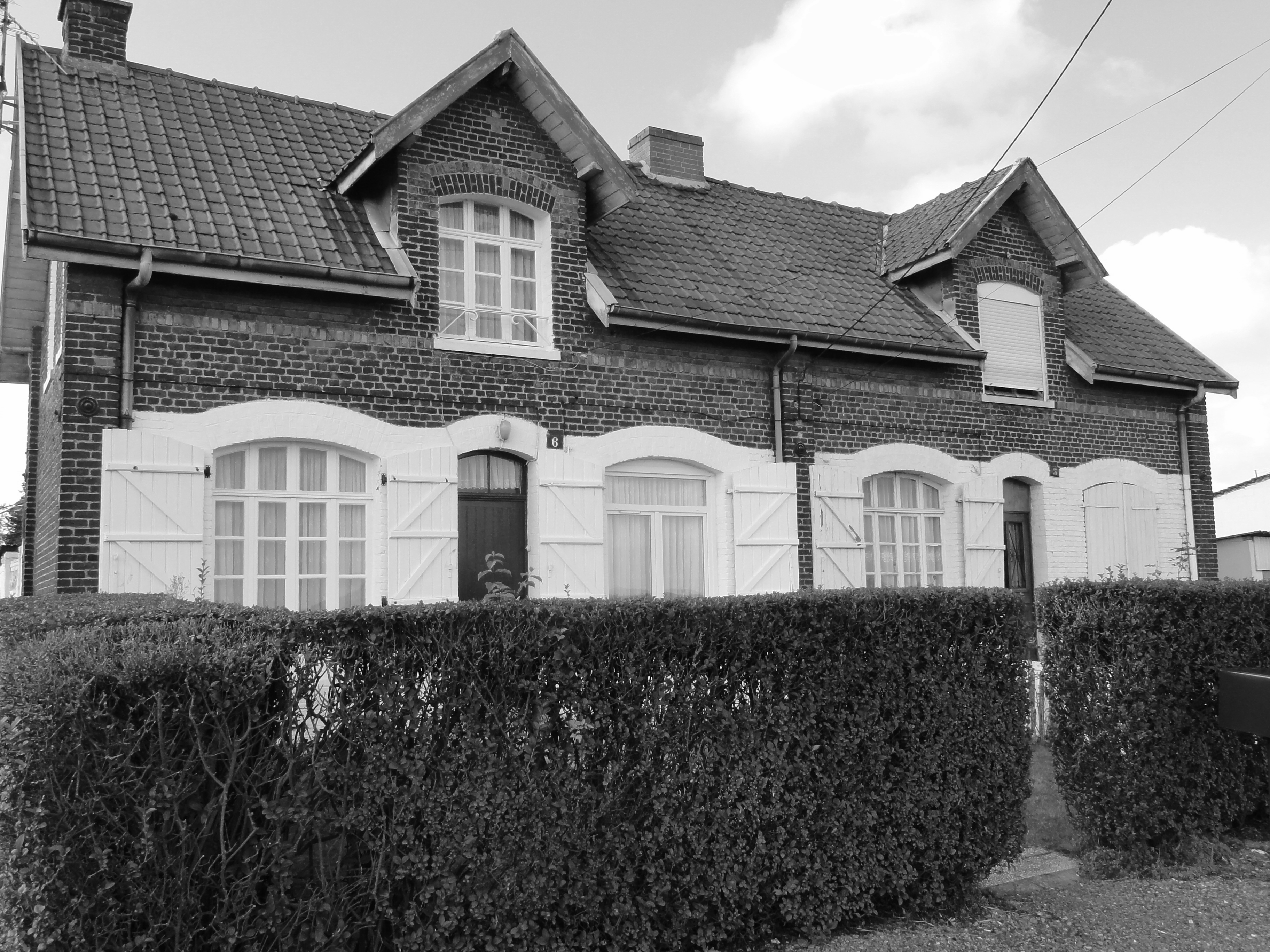
Des habitations groupées par deux.
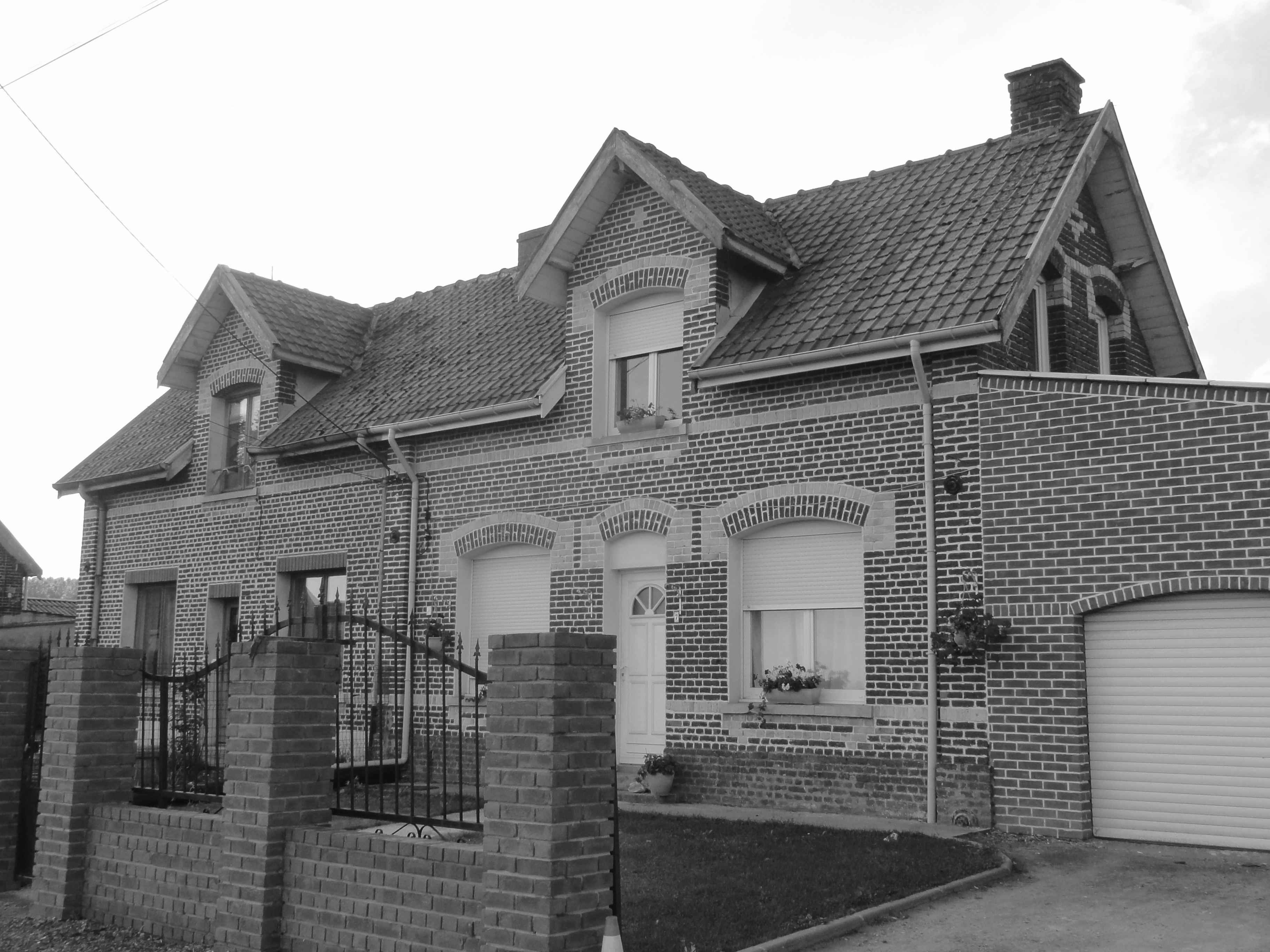
Des habitations groupées par deux.